# آبگاه وانان
آبگاه وانان، روستایی در دهستان هیچان بخش مرکزی شهرستان نیک‌شهر در استان سیستان و بلوچستان ایران است.

## جمعیت
بر پایه سرشماری عمومی نفوس و مسکن در سال ۱۳۹۵، جمعیت این روستا برابر با ۷۷۸ نفر (۱۸۷ خانوار) بوده است.